# Wrota (żleb)

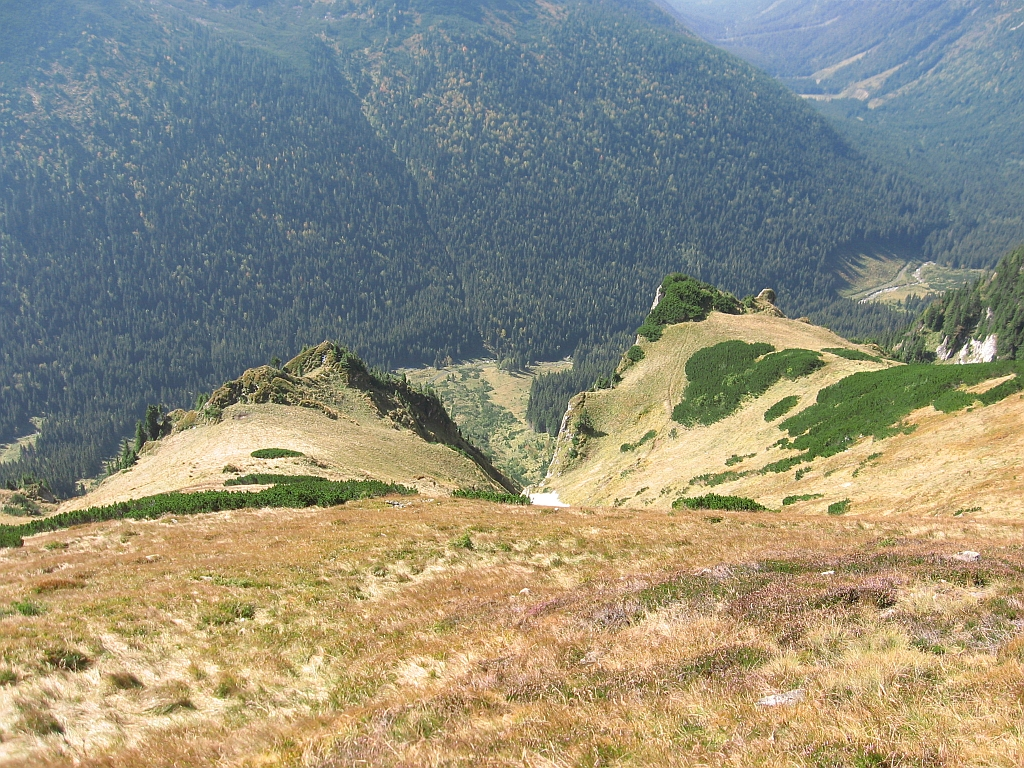
Kasine Turnie i Wrota. Widok z grani głównej

Wrota (słow. Vrata) – żleb opadający z południowych stoków poniżej Pośredniego Goryczkowego Wierchu do Doliny Cichej w słowackich Tatrach Zachodnich. Jest to płytki i trawiasty żleb opadający pomiędzy wapiennymi Kasinymi Turniami. Poniżej tych turni łączy się z drugim, większym żlebem uchodzącym po zachodniej stronie Kasinej Turni. Wspólnie uchodzą do dna doliny przy rozdrożu pod Kasprowym. Obydwoma tymi żlebami schodzą lawiny, które systematycznie niszczą las przy rozdrożu pod Kasprowym i powodują, że jest to teren bezleśny. Zniszczyły też turystyczną wiatę stojącą powyżej rozdroża, przy samej granicy z lasem, a resztki lawinowego śniegu w korycie Cichej Wody w niektórych latach utrzymują się nawet pod koniec sierpnia.

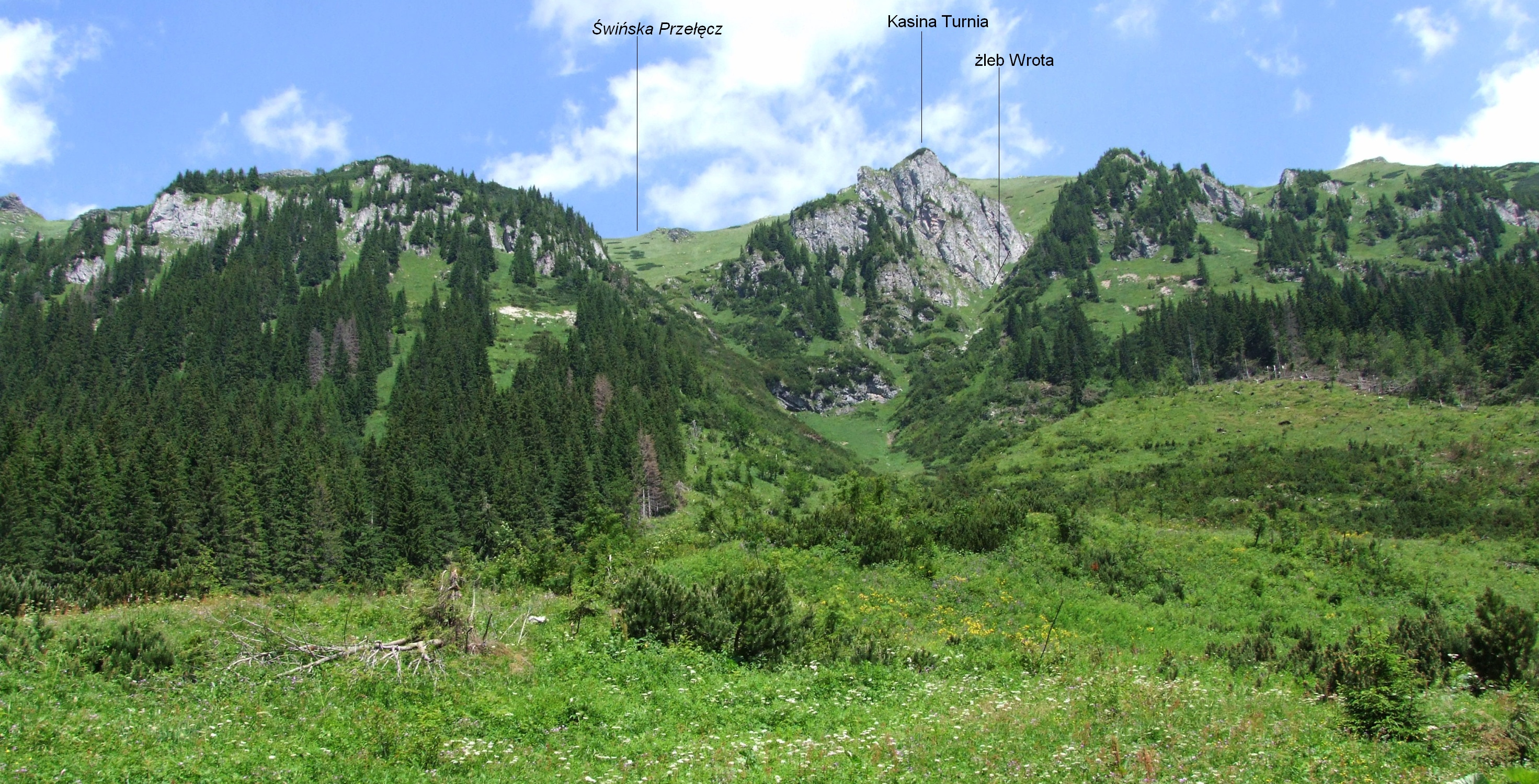
Widok z Doliny Cichej